# نواعير العراق

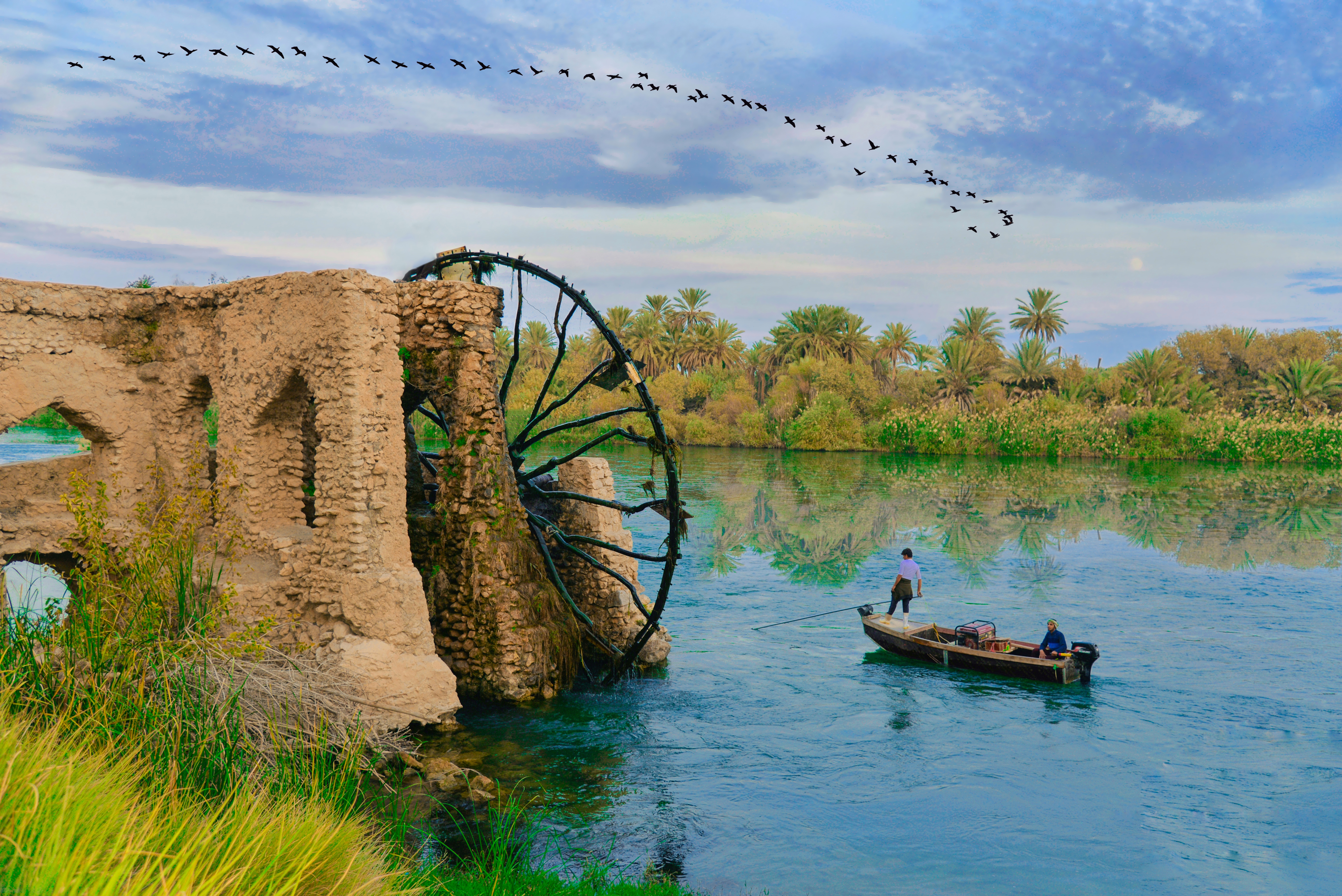
احد نواعير قضاء حديثة على الفرات

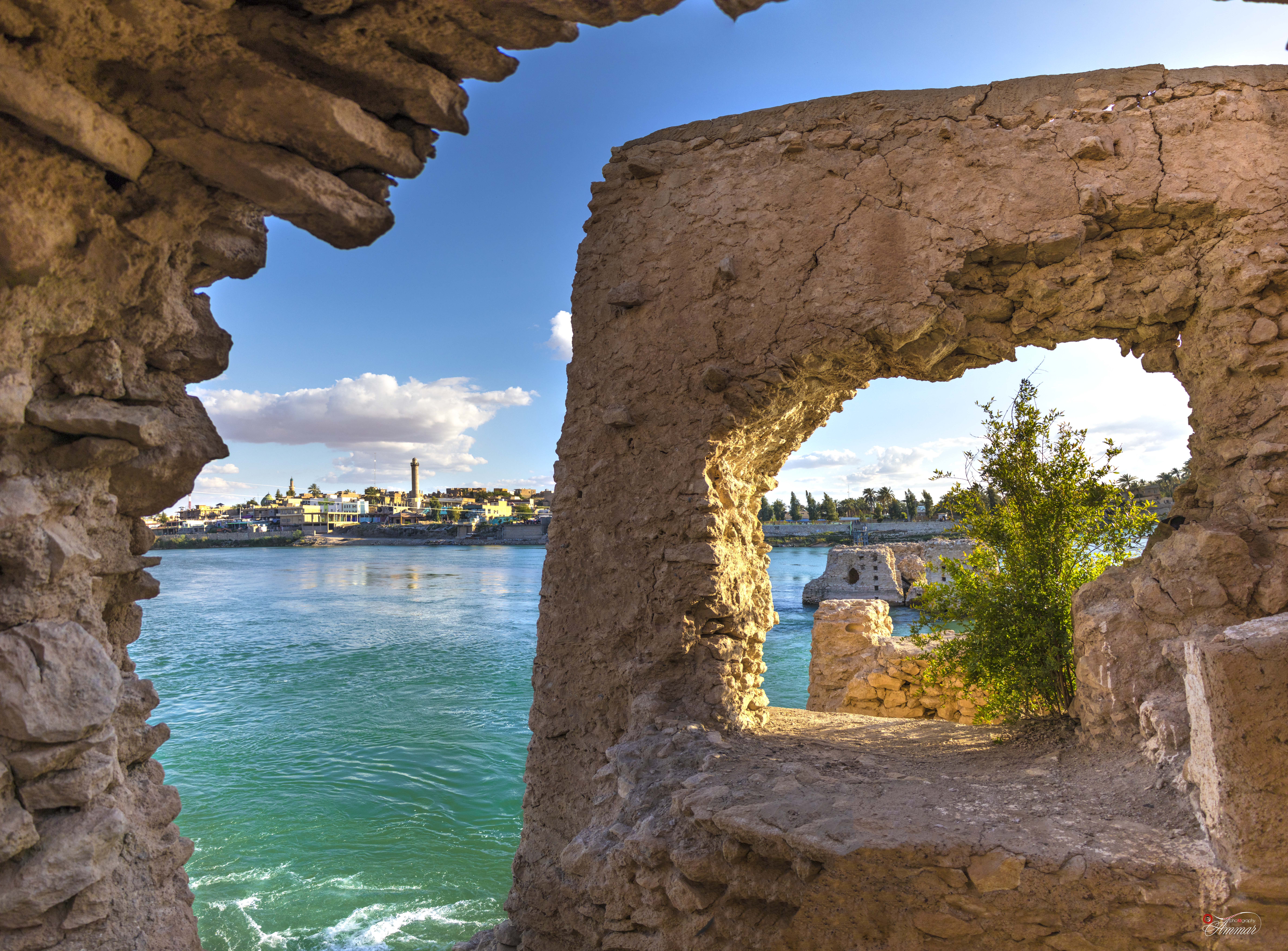
آثار النواعير في قضاء هيت على الفرات

نواعير العراق وهي آلات مائية خشبية تدور بالقوة المائية وتتواجد على شواطئ نهر الفرات في العراق. وتنقل الماء منه بواسطة صناديق إلى حوض علوي ومنه يجري في قنوات ليسقي المدينة وبساتينها. ويكثر وجودها في هيت وعانة والقائم وحديثة في محافظة الأنبار ، وتصنع من خشب شجرة التوت (التوث). لكن أغلب النواعير اندثرت اليوم ولم يبقَ منها سوى اقل من عشرين وذلك بسبب قلة المياه في نهر الفرات وإقامة السدود عليه. وهنالك مساعٍ محلية لإدراج نواعير العراق على لائحة التراث العالمي.

## صناعة الناعور
يصنع الناعور من خشب التوت (التوث) على شكل دائرة قطرها حوالي 10 متر وتوزع عليها حوالي 30 عودا لتصبح بشكل عجلة. ويركب عليها 24 دلواً.

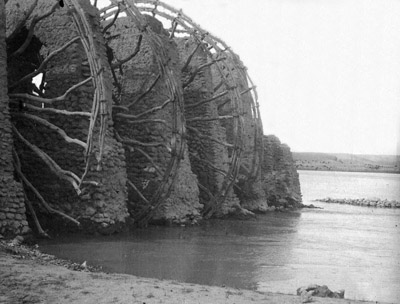
نواعير قرية العجمية قرب راوه وعانه 1911.

## أدراجها في لائحة تراث العالمي
قرر إدراج النواعير على لائحة التراث غير المادي خلال الاجتماع السادس عشر للجنة الحكومية الدولية لصون التراث غير المادي التي عقدت أون لاين في اليونسكو الأربعاء الموافق 15 ديسمبر/ كانون من سنة 2021.

## نواعير عانة
1. ناعور البستان الشرقي.[3]
2. ناعور الشبختان
3. ناعور الخيزرة
4. ناعور بستان البلد
5. ناعور العادلية
6. ناعور حمزة
7. ناعور لوج
8. ناعور الجنجي
9. ناعور لباد
10. ناعور شاقولي
11. ناعور الزون
12. ناعور بيت ناصر
13. ناعور علاكة
14. ناعور ورحاة الخطبة
15. نواعير بيت الشيخ